# 贡茶
贡茶乃为地方政府向朝廷或皇帝进贡之茶。中国古時乃茶乡，饮茶之风盛，贡茶多为诸地名茶，由地方选尤品至朝廷，向皇帝进贡。明代皇帝朱元璋由於團茶的製作過程太過於勞民傷財，便下诏將進貢的團茶改為散茶。